# روبرت إيرل سوير
روبرت إيرل سوير (بالإنجليزية: Robert Earl Sawyer)‏ (و. 1923 – 1994 م) هو ممثل من الولايات المتحدة الأمريكية . ولد في ميامي، فلوريدا .
توفي في سان فرانسيسكو .

## التعليم
تعلم في جامعة نيويورك.